# Nandi-bjørnen
Nandi-bjørnen et bjørnelignende væsen der siges at være set i Kenya. Væsnet er en kryptid, da der ikke findes beviser for at dette væsen findes.
| Mytologi | Spire Denne artikel om mytologi er en spire som bør udbygges. Du er velkommen til at hjælpe Wikipedia ved at udvide den. |